# Marco Da Graca
Marco Da Graca, né le 1er mai 2002 à Palerme en Italie, est un footballeur italien, qui évolue au poste d'avant-centre à la Juventus.

## Biographie

### En club
Né à Palerme en Italie, Marco Da Graca est formé par l'US Palerme avant de rejoindre la Juventus FC. Il est dans un premier temps prêté pour la saison 2018-2019 avant d'être transféré définitivement à l'été 2019. L'Inter Milan et Chelsea FC souhaitait le recruter mais Da Graca a opté pour la Juventus en raison de la présence de son idole, Cristiano Ronaldo.
Il fait sa première apparition en équipe première le 27 janvier 2021, à l'occasion d'une rencontre de coupe d'Italie face à la S.P.A.L.. Il entre en jeu à la place de Merih Demiral et son équipe s'impose largement par quatre buts à zéro ce jour-là. Da Graca prolonge avec la Juventus le 15 avril 2021, signant un contrat courant jusqu'en juin 2024. Ce nouveau contrat récompense notamment ses prestations avec la Primavera où il atteint alors les 12 buts en 17 matchs cette saison-là,. Il est par ailleurs nommé dans l'équipe-type de la saison 2020-2021 en Primavera.
Il fait sa première apparition lors d'un match de Ligue des champions le 8 décembre 2021 face au Malmö FF. Il entre en jeu à la place de Moise Kean et son équipe s'impose par un but à zéro.
Le 30 août 2023, Marco Da Graca est prêté à la SD Amorebieta pour une saison,.

### En équipe nationale
Marco Da Graca représente l'équipe d'Italie des moins de 16 ans, jouant huit matchs, tous en 2018.
Il joue un seul match avec l'équipe d'Italie des moins de 20 ans, le 7 juin 2022 face à la Pologne. Il est titulaire et son équipe est battue (0-1 score final).

## Statistiques
| Saison                | Club                  | Championnat           | Championnat | Championnat | Championnat | Coupe(s) nationale(s) | Coupe(s) nationale(s) | Coupe(s) nationale(s) | Compétition(s) continentale(s) | Compétition(s) continentale(s) | Compétition(s) continentale(s) | Compétition(s) continentale(s) | Total | Total | Total |
| Saison                | Club                  | Division              | M.          | B.          | P.d.        | M.                    | B.                    | P.d.                  | Comp.                          | M.                             | B.                             | P.d.                           | M.    | B.    | P.d.  |
| 2020-2021             | Juventus FC           | Serie A               | -           | -           | -           | 1                     | 0                     | 0                     | C1                             | -                              | -                              | -                              | 1     | 0     | 0     |
| 2021-2022             | Juventus FC           | Serie A               | -           | -           | -           | -                     | -                     | -                     | C1                             | 1                              | 0                              | 0                              | 1     | 0     | 0     |
| Total sur la carrière | Total sur la carrière | Total sur la carrière | -           | -           | -           | 1                     | 0                     | 0                     | -                              | 1                              | 0                              | 0                              | 2     | 0     | 0     |